# Собор Непорочного Зачатия Пресвятой Девы Марии (Олбани, Нью-Йорк)
Собор Непорочного Зачатия Пресвятой Девы Марии (англ. Cathedral of the Immaculate Conception, Albany, New York) — римско-католический собор в городе Олбани, штат Нью-Йорк; является кафедральным собором епархии Олбани; неоготическое здание было построено в 1848—1852 годах по проекту ирландско-американского архитектора Патрика Чарльза Кили (1816—1896); включен в Национальный реестр исторических мест США в 1976 году.